# Casuarina cunninghamiana
Casuarina cunninghamiana är en tvåhjärtbladig växtart som beskrevs av Friedrich Anton Wilhelm Miquel. Casuarina cunninghamiana ingår i släktet Casuarina och familjen Casuarinaceae. Inga underarter finns listade i Catalogue of Life.

## Bildgalleri

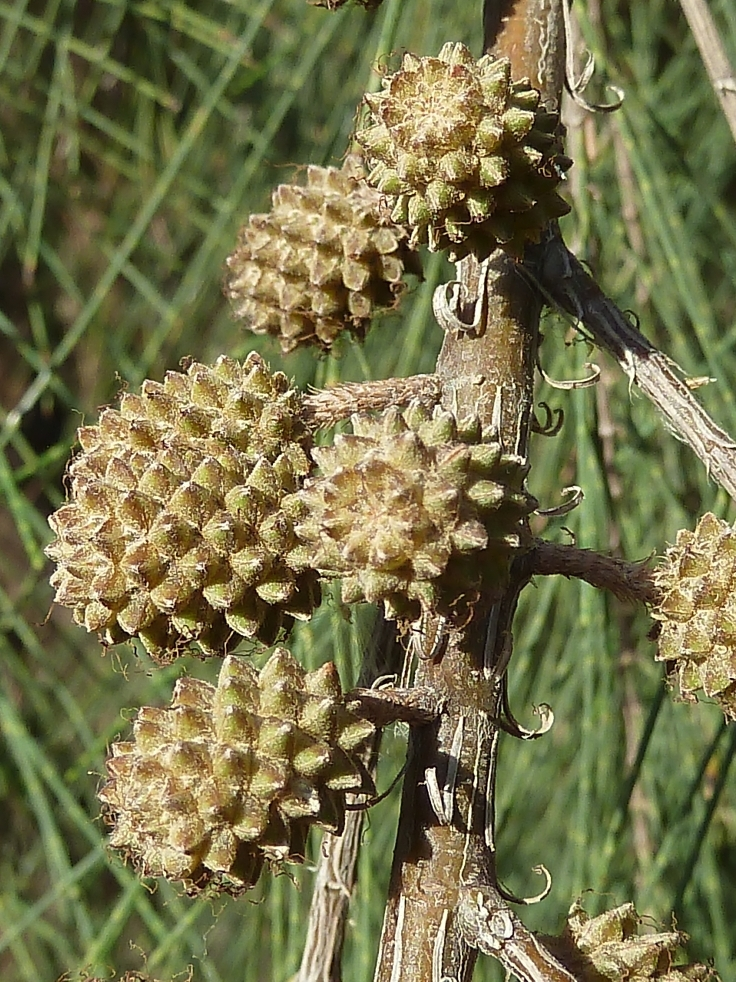
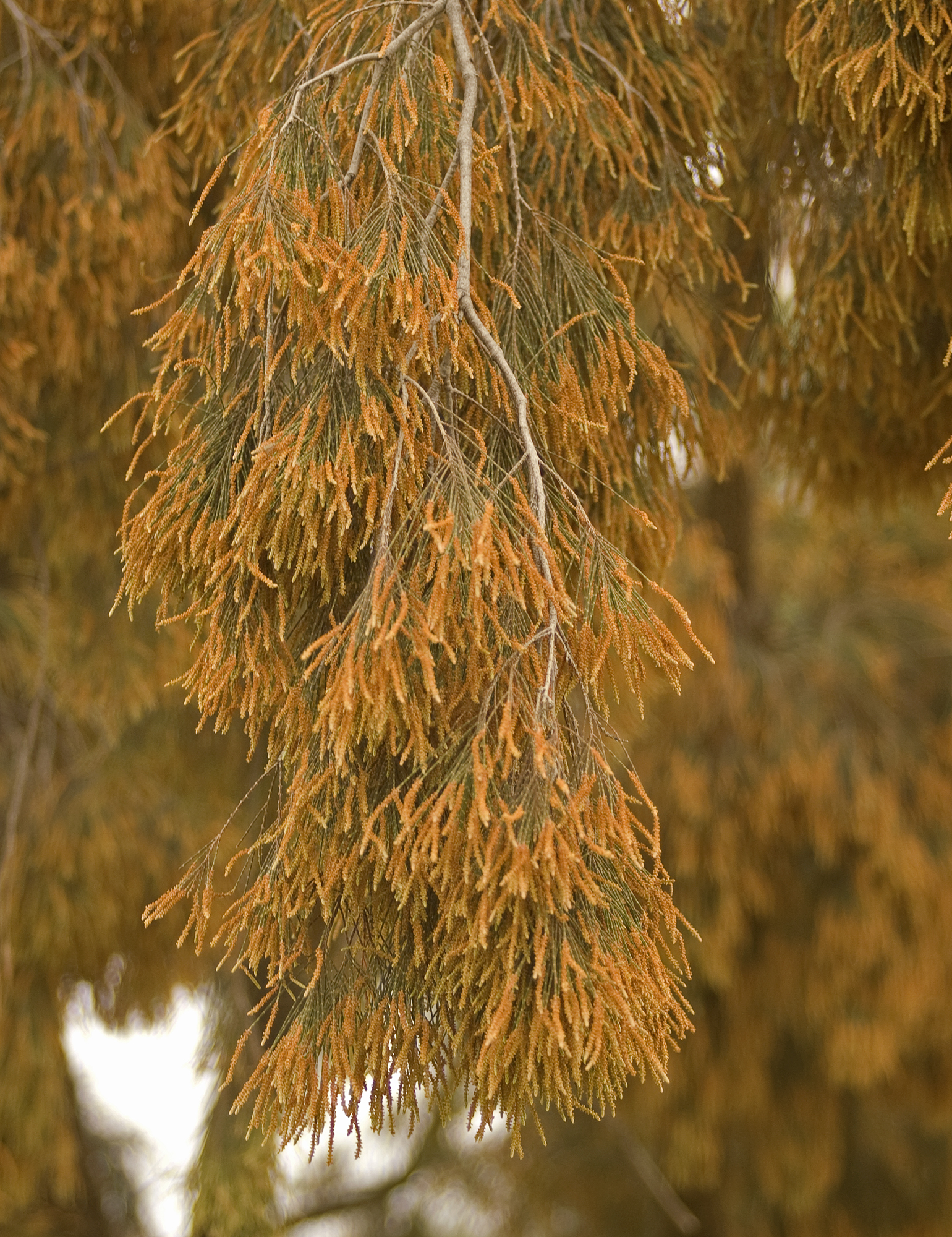